# Supercoppa di Cipro 2014
La 46ª edizione della Supercoppa di Cipro si è svolta il 13 agosto 2014 allo Stadio Antōnīs Papadopoulos di Larnaca tra l'APOEL, vincitrice della A' Katīgoria 2013-2014 e della coppa nazionale, e l'Ermis Aradippou, finalista perdente della coppa nazionale.
A vincere il trofeo è stato, per la prima volta nella sua storia, l'Ermis Aradippou.

## Tabellino
| Arbitro: | Tsangaris |

|                       |           |                                    |
| Žarković 90+2’ (aut.) | Marcatori | 1’ Jonatas Belusso 90+5’ Taralidīs |